# Uroobovella ortleppi
Uroobovella ortleppi es una especie de arácnido del orden Mesostigmata de la familia Urodinychidae.

## Distribución geográfica
Se encuentra en  el sur de África.